# Шрёлль, Теофиль
Жан-Анри-Виллиброр Теофиль Шрёлль (люкс. Jean-Henri-Willibrord-Théophile Schroell; 5 марта 1829, Эхтернах — 9 сентября 1893) — люксембургский журналист и редактор.
Вырос в Дикирхе, окончил гимназию и сдал в 1850 году экзамен на должность учителя, однако сразу же отказался от учительской карьеры и поступил журналистом в городскую газету Der Wächter an der Sauer, выходившую на немецком языке и придерживавшуюся либеральных позиций. С 1857 г. сотрудник газеты Courrier, в 1865 г. газета перешла в его собственность и под его руководство. На страницах газеты Шрёлль выступал против клерикализма католической церкви и против возможной аннексии Люксембурга Францией, в то же время отвергая обвинения в пруссофилии. В 1868 г. реорганизовал свою редакционно-издательскую деятельность, прекратив к концу года выпуск Courrier и полностью заменив её начавшей выходить 9 марта Luxemburger Zeitung. По мере приближения Франко-прусской войны, ощущавшейся как неизбежность, Шрёлль начал осторожно выступать за возможность присоединения Люксембурга к Бельгии, однако с началом военных действий прогерманская ориентация издания стала более заметной. Во внутриполитических вопросах газета Шрёлля придерживалась прогрессистских позиций, выступая за проведение в страну железной дороги, строительство нового театра, открытие университета и т. д. После смерти Шрёлля созданную им газету возглавил известный люксембургский публицист Батти Вебер.
У Шрёлля было пятеро детей. Его внук — пианист Ханс Брух.